# アロハ・オエ

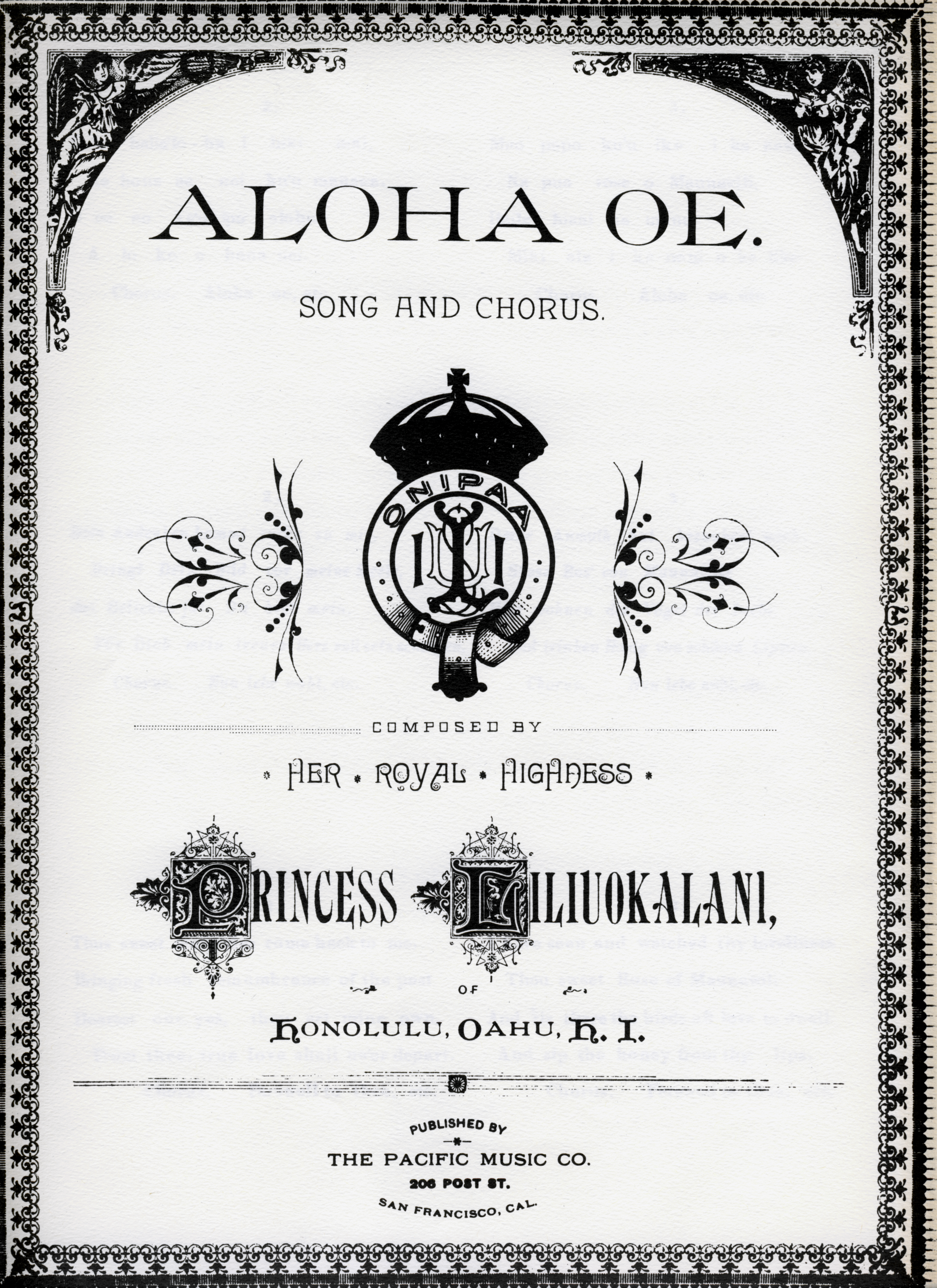
"Aloha ʻOe"（1890年）

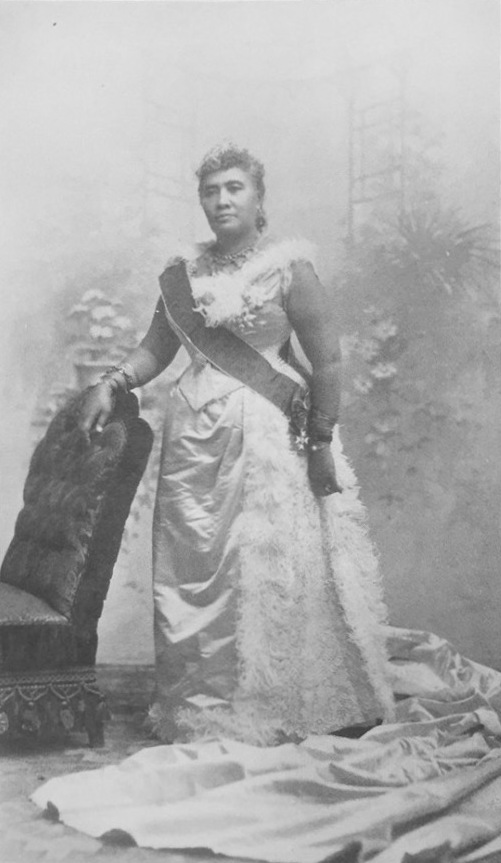
リリウオカラニ女王

アロハ・オエ（ハワイ語: Aloha ʻOe）は、ハワイアン・ミュージックの楽曲。ハワイ王国第8代女王リリウオカラニによって作られた。
ハワイを代表する曲として世界中で広く親しまれている。「アロハ・オエ」は「我が愛をあなたに」、「さようなら」または「君よさらば」を意味する。

## 製作年次と歌詞の意味について
ハワイ王国最後の女王・リリウオカラニによる作詞・作曲とされ、その創作の経緯は以下のような逸話が伝えられている。1878年、当時王女であったリリウオカラニがオアフ島のマウナウィリを訪れた際、従者のボイド少佐 (James Harbottle Boyd) が村娘と抱擁して別れを惜しむさまを見て着想を得たのだという。また、リリウオカラニがハワイ語歌詞と英語歌詞の両方を作詞したとされる。
ハワイ王国で音楽指導に携わっていたドイツ人のヘンリー・バーガーによって編曲され、1883年にロイヤル・ハワイアン・バンドによってサンフランシスコで初演されたのをきっかけに米本土でも知られるようになった。
リリウオカラニが獄中でハワイ王国との別れを惜しんで1890年代に作った、という俗説もあるがこれは疑わしいとされている。この説は、ハワイ王国廃止後にリリウオカラニがイオラニ宮殿に幽閉されて後世「悲劇の女王」として知られたことに加え、1895年に譜面がアメリカで出版されてミリオンセラーとなったことに影響されているものとみられる。リリウオカラニによる1877年付の自筆メモによって、少なくとも女王作であることは裏付けられている。
ハワイ州立公文書館は、アロハオエの楽譜と歌詞が収録されたリリウオカラニ本人所有だった「A Book of Hawaiian Songs」という名の歌集原本を保管している。同州会計・総合サービス部がその歌集の電子版を公表しており、歌詞自体はタイプされたものだが、手書きによる推敲の跡や注釈が見られる他、多くの曲に署名と制作年がやはり手書きで添えられている。アロハオエについてはリリウオカラニの愛称リリウという署名と直筆で「マウナヴィリ、1877」と書き添えられている。
また、アロハ・オエのメロディーは後に、イエス・キリストの再臨による平和の回復を待望するという内容の歌詞が新たに付けられ、讃美歌としても使用されている。
歌詞については、作詞者である女王は単なる恋歌として考えていたにもかかわらず、葬儀の場で別離の歌として用いられたために女王自身が驚いたというエピソードが伝わる。
ヴァースの部分が、1852年にチャールズ・コンヴァースが作曲した「The Rock Beside the Sea」に似ていると指摘されており、リフレイン部分も1854年に出版されたジョージ・フレデリック・ルートの「There's Music in the Air」に似ているという指摘がある。

## ハワイ語と英語の歌詞
出典：
ハワイ語（原語、一部英語）
Haʻaheo ka ua i nā pali
Ke nihi aʻe la kanahele
E hahai ana paha i ka liko
Pua ʻāhihi lehua o uka
Hoʻōho
Aloha ʻoe, aloha ʻoe
E ke onaona noho i ka lipo
A fond embrace a hoʻi aʻe au
Until we meet again
 
ʻO ka haliʻa ʻloha i hiki mai
Ke hone ae nei ku ʻu manawa
ʻO ʻoe nō kaʻu ipo aloha
A loko e hana nei
Hoʻōho
Aloha ʻoe, aloha ʻoe, & c.
 
Maopopo kuʻu ʻike i ka nani
Nā pua rose o Maunawili
I laila hiaʻai nā manu
Mikiʻala i ka nani o ka lipo
Hoʻōho
Aloha ʻoe, aloha ʻoe, & c.
英語訳
Proudly swept the rain by the cliffs
As on it glided through the trees
Still following ever the "liko"
The ʻāhihi lehua of the vale
(Chorus)
Farewell to thee, farewell to thee
Thou charming one who dwells in the shaded bowers
One fond embrace ere I depart
Until we meet again
 
Thus sweet memories come back to me
Bringing fresh remembrances of the past
Dearest one, yes, thou art mine own
From thee, true love shall ne'er depart
(Chorus)
Farewell to thee, etc.
 
I have seen and watched thy loveliness
Thou sweet rose of Maunawili
And 'tis there the birds oft love to dwell
And sip the honey from thy lips
(Chorus)
Farewell to thee, etc.

## 日本語歌詞
作詩：徳山璉
やさしくかなずるは
ゆかしウクレレよ
ハワイの波しずか
夢をのせてゆるる
アロハオエ アロハオエ
こだまする あの調べよ
アロハオエ アロハオエ
さらばハワイよ
 
おとめのかきならす
うれしギターレよ
はてなき海こえて
遠く遠くひびけ
アロハオエ アロハオエ
こだまする あの調べよ
アロハオエ アロハオエ
さらばハワイよ
他に瀬沼喜久雄（青木爽）による訳詞などが存在する。舟木一夫は丘灯至夫による訳詞でこの曲を歌い、1964年7月20日にシングルレコードとして発売している。